# Vreemde ontmoetingen
Vreemde ontmoetingen is een volksverhaal uit Suriname.

## Het verhaal
Alma is geboren in de Gonggrijpstraat en kan daarom heel wat spookverhalen vertellen. Onder de witte brug hoorde je 's nachts een baby huilen. Alma's vader heeft er als jongen ooit gekeken met dappere vrienden en schenen met zaklantaarns op het water. Er was niks te zien. 's Avonds kwam er een kleine vrouw in de straat die om haar as tolde, ze maakte vreemde geluiden. Iedereen sloot deuren en ramen en niemand mocht naar buiten kijken. Alma's neef Hugo heeft verteld dat je een nagel van een geest in je oog krijgt als je naar een kier naar buiten loert. Als een stem je in het donker roept, moet je antwoorden mi e bori ston, te den safu, mi sa kon. Je kan beter binnen zijn als het donker is en als het middernacht is, komen de geesten uit hun graf. Op Spanhoek, het centrum van Paramaribo, hoor je kettingen rinkelen. De Duivel is daar neergedaald. Mensen zien soms niet dat ze te maken hebben met een geest, maar meestal zweven geesten een eindje boven de grond.
Op een katoenplantage woonde een man en hij werd Oom genoemd, iedereen was bang voor hem. Oom moest naar een andere plantage en nam een kan zout, een pak suiker, cacao, bakkeljauw en olie mee. Ook zijn gereedschap en potten en pannen nam hij mee. Er was ook een man die werkschuw was en hij wilde cassave-knollen en bananen eten. Hij plukt wat hij plukken kan, maar kan dan het erf niet meer af. Overal verschijnen hoge schuttingen en hij besluit te blijven slapen. Hij doet olie in een pan en bakt de bakkeljauw. Hij drinkt cacao en probeert een onderaardse gang onder de schutting door te maken. Hij werkt harder dan ooit en oogst cassave knollen en zoete aardappelen. Hij eet alles, gaat slapen en de volgende dag staat hij vroeg weer op. Zeven dagen lang werkt hij hard en Oom lacht als hij thuiskomt. Hij ziet dat er van hem gegeten is, maar er is ook gewerkt.
Oom zegt dat de man kan gaan, maar die staat nog in de schutting en blijft stilstaan. Met een bezem jaagt Oom de man weg en de man ziet een gat in de schutting als zijn ogen open gaan. Oom roept nog na dat de man geen rekening heeft gehouden met zijn been boven de deur. Oom had een been vanaf de knie tot aan de voet. Het beschermt tegen indringers en ook na zijn dood ging niemand 's nachts het erf op. Oom sloeg op een trom en liet het been dansen, als het licht van de maan op het erf scheen kon je het zien. Op een ochtend sprong het been in het water en een visser kreeg het in zijn sleepnet. Iedereen van de plantage kwam kijken en ze begroeven het op de begraafplaats. Het tromgeroffel en het gedans stopte toen.
Hugo vertelde over twee mannen bij een winkel in de Zwartenhovenbrugstraat op de hoek van de Domineestraat. Ze hebben een krentenbol en cola gekocht en eten en drinken en praten. Het wordt stil en donker en van de Steenbakkersgracht nadert een meisje. Ze is mooi en alleen en een man besluit haar te benaderen. De andere man gaat naar huis als zijn vriend de vrouw aanspreekt. De vrouw glimlacht en de man loopt met haar mee. Als ze bij de Tourtonnelaan komen slaat de torenklok twaalf uur.
Bij de Tourtonnelaan ligt een begraafplaats en lijkenhuis. Iedereen weet dat het er spookt. Je kan 's nachts een witte ruiter in uniform zien op een witte schimmel. Hij rijdt ook op het Kerkplein en is volgens sommigen de geest van gouverneur Van Sommelsdijck. Bij de Zwartenhovenbrugstraat bij de Froweinkoker is een bruine officier te paard. Volgens agent Seymonson is het geen ruiter te paard, maar een mens met paardebenen. Op een nacht vroeg een figuur agent Seymonson vuur voor zijn sigaar en de agent ziet bij het licht van zijn lucifer paardenvoeten en is gevlucht. Bij de Nieuwe Oranjetuin, de begraafplaats tussen de Gravenstraat en de Dr. J.F. Nassylaan, is elke nacht de Sluierdame te zien. Ze heette Eva Trouvée en was een vondelinge. Haar naam komt voor in de Burgerlijke Stand en ze is op de dag van haar huwelijk gestorven. Ze is begraven in haar trouwjapon en daarom huilt ze. Ze is ook gezien bij de Palmentuin bij de hoge brug.
De vrouw is opeens in wit gekleed en lacht, maar de man ziet nu pas dat het geen vriendelijke lach is. Hij schrikt van de voeten, ze staan achterstevoren en de man rent voor zijn leven. Hij ziet haar weer en holt recht door haar heen en komt thuis. Zijn vader vraagt wat er aan de hand is, maar de man zegt niks. Iedereen weet dat je ziek wordt als je vertelt dat je een geest hebt gezien, je zal binnen drie of acht dagen dood zijn.
Op de Charlesburg moet je oppassen voor een grote witte hond. De vader van Alma en zijn broer zagen in de Zwartenhovenbrugstraat eens twee grote, zwarte honden. Ze liepen altijd voor hen uit, maar niemand sprak erover. Pas dagen later spraken ze erover en hadden beide de honden gezien. Ze waren tweelingbroers en iedereen weet dat die helderziend zijn, net als mense die met de helm geboren zijn. Begraafplaatsen worden vaak genoemd naar de eerste persoon die er begraven is. Lina's Rust en Marius Rust bijvoorbeeld. Lina bewaakte met een grote voorhamer de poort en vroeg aan iedereen de naam. Als geesten terug op het kerkhof wilden om kleren uit de kist te halen, om normaal te kunnen rondwandelen, sloeg ze hen met de hamer op de neus. Dat is de reden waarom geesten altijd door de neus praten.

## Achtergronden
- De vertellingen in Suriname staan in verband met de religie van verschillende bevolkingsgroepen. De Indianen, Creolen, Marrons, Hindoestanen, Javanen, Chinezen, Libanezen, Hollandse kolonisten en Joden brachten elk eigen gebruiken en wezens mee naar het land. Niemand twijfelt aan hun bestaan en goede of kwade kracht. In Paramaribo, de Nederlandse invloed was daar groot, lijken de verhalen op gewone spookverhalen. Begraafplaatsen liggen daar midden in de stad. In het binnenland, de districten en plantages, liggen ze ver verwijderd van het dorp. In Suriname zijn verhalen bekend over de yorka (spook), leba (geest), bakru (geest), asema (vampier), didibri (draak) en andere wezens. De wezens worden soms met een ander wezen vergeleken (tussen haakjes), maar deze vergelijking is niet sluitend. Er worden in Suriname veel dingen versluierd, van officiële (Nederlandse, christelijke) zijde is altijd gestreden tegen het bijgeloof.
- Percy Muntslag en Lydia Emanuels haalden hiervoor herinneringen op en dit werd gecombineerd met gegevens uit Suriname: Volk en geschiedenis uit 1955. Er zijn tientallen van dit soort jorka-tori (spookverhalen).
- Mi e bori ston, te den safu, mi sa kon betekent ik ben de stenen aan het koken, ik kom als ze zacht zijn.